# Lindsay Pearce
Lindsay Heather Pearce (* 30. dubna 1991 Modesto, Kalifornie) je americká herečka a zpěvačka. Stala se finalistkou v reality show The Glee Project, která ji přinesla vedlejší roli v seriálu Glee.

## Životopis
Narodila se v městě Modesto v Kalifornii a je adoptovaná. Od svých třinácti let začala účinkovat v amatérských pořadech. Prvních šest měsíců jejího života byla hluchá a kvůli tomu oceňuje svůj nynější hudební sluch.
Je sestrou fotbalisty Heatha Pearce.

## Kariéra
Na začátku roku 2011 byla na konkurzu pořadu The Glee Project, reality show pro lidi, kteří umí zpívat, hrát a tančit a kde vítěz získá možnost účinkovat v sedmi epizodách třetí série seriálu Glee. Byla vybrána do nejlepších dvanácti účastníků z více než 40 000 přihlášených. Po celou show byla „divadelní dívkou“, kterou chválili za její hlasové dovednosti a profesionalitu. Dostala se do finále soutěže, ale nevyhrála; ale producenti se rozhodli dát jí a Alexovi Newellovi, dalšímu finalistovi, příležitost a tak se každý z nich objeví v Glee po dvě epizody.
V prvním díle třetí série Glee byla Pearce představena jako Harmony, ambiciózní a talentovaná zpěvačka, která vyděsí Kurta a Rachel, když ji a její skupinu slyší a vidí zpívat mashup písní "Anything Goes" ze stejnojmenného muzikálu a "Anything You Can Do" z muzikálu Annie Get Your Gun. Po druhé se v seriálu objevila v osmé epizodě, kde zpívala píseň „Buenos Aires“ z muzikálu Evita.
Od 30. listopadu do 18. prosince 2011 účinkovala jako Sněhurka v muzikálu A Snow White Christmas, v El Portal Theatre v New Yorku. Spolu s ní ve hře hráli Neil Patrick Harris jako kouzelné zrcadlo a Marina Sirtis jako zlá královna.

## Filmografie
| Rok  | Název                  | Role             | Poznámky                                            |
| ---- | ---------------------- | ---------------- | --------------------------------------------------- |
| 2011 | The Glee Project       | sama sebe        | finalistka                                          |
| 2011 | Glee                   | Harmony          | díly: „Projekt „Fialové piano““ a „Drž si svých 16“ |
| 2013 | V těle boubelky        | Ashley           | díl: „One Shot“                                     |
| 2013 | Through the Woods      | Jeanne Lewis     | krátkometrážní film                                 |
| 2013 | Mantervention          | Monica           |                                                     |
| 2013 | Face                   | Amy              | krátkometrážní film                                 |
| 2014 | Cheap Movies           | Rose             |                                                     |
| 2014 | Chirurgové             | Holly Tichener   | díl: „Riziko“                                       |
| 2015 | Dokonalý svědek s.r.o. | Alexandra Plylow |                                                     |
| 2016 | Recovery Road          | Rebecca Granger  | vedlejší role, 7 dílů                               |